# 利勒多洛讷
利勒多洛讷（法語：L'Île-d'Olonne，法語發音：[lil dɔlɔn]）是法国卢瓦尔河地区大区旺代省的一个市镇，位于该省西部，属于莱萨布勒多洛讷区

## 地名
尽管有地名中有“Île”（岛），但事实上该地并不是一个真正的岛，不过以前曾是。

## 地理
利勒多洛讷（46°33'42"N, 1°46'56"W）面积19.23 平方千米，位于法国卢瓦尔河地区大区旺代省，该省份为法国西部沿海省份，北起大西洋卢瓦尔省和曼恩-卢瓦尔省，西临大西洋，南至滨海夏朗德省，东部及东南部与德塞夫勒省接壤。
与利勒多洛讷接壤的市镇（或旧市镇、城区）包括：滨海布雷姆、圣马蒂兰、韦雷、莱萨布勒多洛讷。
利勒多洛讷的时区为UTC+01:00、UTC+02:00（夏令时）。

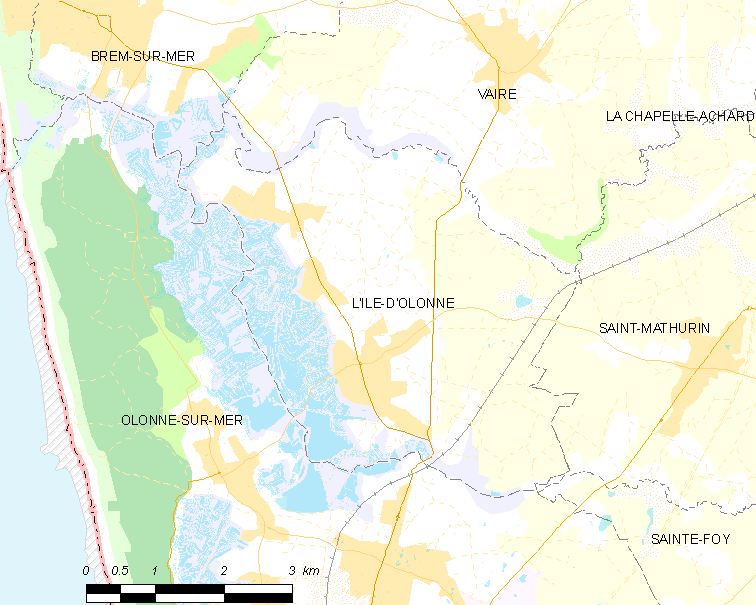
利勒多洛讷的OSM定位图

## 行政
利勒多洛讷的邮政编码为85340，INSEE市镇编码为85112。

## 政治
利勒多洛讷所属的省级选区为塔尔蒙-圣伊莱尔县。

## 人口

1962-2008年间利勒多洛讷人口变化图示

利勒多洛讷于2022年1月1日时的人口数量为2805人。